# Дворічна (станція)
Дворічна — проміжна залізнична станція Куп'янської дирекції залізничних перевезень Південної залізниці. Розташована на двоколійній електрифікованій змінним струмом лінії Куп'янськ — Валуйки між станціями Мовчанове та Тополі у с-щі. Дворічне Дворічанського району. На станції зупиняються тільки приміські поїзди.